# Gamasellus changbaiensis
Gamasellus changbaiensis är en spindeldjursart som beskrevs av Bei och Yin 1995. Gamasellus changbaiensis ingår i släktet Gamasellus och familjen Ologamasidae. Inga underarter finns listade i Catalogue of Life.